# Пунта Парињас
Пунта Парињас (шп. Punta Pariñas) јесте рт и најзападнија континентална тачка Јужне Америке и Перуа. Налази се на 04°40‘ сгш и 81°19‘ згд.

## Географија
Рт је смештен на обали Тихог океана у провинцији Ла Бреа. Ту је и светионик, а недалеко одатле су и веома полуларне плаже, као и литице по којима се пењу екстремни спортисти. Прве податке о овом рту донео је Франсиско Пизаро.